# Le Coucher de la Mariée
Le Coucher de la Mariée (in italiano: "Il coricarsi della sposa") è un cortometraggio muto francese diretto nel 1896 da Albert Kirchner sotto lo pseudonimo Léar. Il film, di cui non è rimasta alcuna copia completa, rientra nella categoria dei film erotici, di cui è considerato uno dei primi, se non il primo in assoluto.
Il film fu proiettato per la prima in un cinema parigino nel novembre del 1896, meno di un anno dopo la prima proiezione pubblica in assoluto, avvenuta il 28 dicembre del 1895 sempre a Parigi.

## Trama
Una coppia di sposi si trova davanti al loro letto nuziale dopo il loro matrimonio, con il marito che va in estasi di fronte alle sdolcinate smorfie della moglie. Ogni volta che l'uomo cerca di aiutare la moglie a spogliarsi, questa lo respinge gentilmente, chiedendogli di ritirarsi mentre si spoglia e, dopo qualche insistenza, il marito decide infine di sedersi dietro un paravento pieghevole disposto tra i due. A questo punto, la sposina inizia a rimuovere uno per uno i molti vestiti che indossa: una giacca, un vestito, diverse sottogonne, varie sotto-sottogonne, una camicetta. Nel frattempo il marito non riesce a stare fermo al suo posto, mostrando una certa insofferenza: dapprima si asciuga la fronte con un fazzoletto, poi inizia a leggere un giornale e infine cede, sbirciando diverse volte la moglie da sopra al paravento. Il finale del film è sconosciuto, dato che nessuna copia del film è arrivata integra ai giorni nostri.
Durante le riprese, non si sa se volutamente o meno, gli attori inviano numerosi sguardi verso la macchina da presa.

## Storia
Diretto nell'ottobre 1896 da Albert Kirchner con lo pseudonimo di Léar, questo cortometraggio fu prodotto da Eugène Pirou e girato al chiuso in un set teatrale, probabilmente negli studi fotografici di Pirou in Boulevard Saint-Germain, a Parigi.
Il film riprende un'omonima opera teatrale avente lo stesso cast, una pantomima estremamente popolare all'epoca e presentata per la prima volta al teatro parigino Olympia nel maggio 1895, che rappresentava uno spettacolo già piuttosto audace per l'epoca, dato che l'attrice si toglieva i vestiti sul palco fino a rimanere con una semplice sottoveste.
Si ritiene che l'originale avesse una durata di circa 7 minuti, tuttavia di esso ci permane un frammento lungo poco meno di due minuti, poiché quando nel 1996 il film è stato riscoperto negli archivi del Centre national du cinéma et de l'image animé la maggior parte di esso era ormai irrecuperabilmente deteriorata. Nei due minuti sopravvissuti è comunque contenuta la prima scena di spogliarello del cinema, ossia quella effettuata dall'attrice francese Louise Willy, protagonista del cortometraggio. Non essendo dato sapere se nei cinque minuti restanti fossero presenti nudità o se comunque la Willy si spogli ulteriormente fino a rimanere in abiti ancora più succinti, il record di primo film in cui appaiono nudità resta quindi quello di Après le bal, cortometraggio muto girato nel 1897 dal registra francese Georges Méliès.